# Billé
Billé är en kommun i departementet Ille-et-Vilaine i regionen Bretagne i nordvästra Frankrike. Kommunen ligger i kantonen Fougères-Sud som tillhör arrondissementet Fougères-Vitré. År 2022 hade Billé 1 038 invånare.

## Befolkningsutveckling
Antalet invånare i kommunen Billé
Referens:INSEE